# Kjell Hjort
Kjell Hjort, född 30 maj 1931 i Trondheim,  död 30 augusti 2014 i Nexø, var en var en norsk-svensk inredningsarkitekt. Han ingick 1957 äktenskap med Hanne Hjort. 
Hjort, som var son till civilingenjör konsul Erling Matheson Hjort och Thyra Scheen, avlade studentexamen 1950 och utexaminerades som inredningsarkitekt i Köpenhamn 1955. Han anställdes hos arkitekt Tore Moxness i Stockholm 1955, hos inredningsarkitekt Peder Nyblom 1957, hos inredningsarkitekt Sven Kai-Larsen 1958, hos arkitekt Anders Tengbom 1960, blev avdelningschef för inredningsarkitekt Sven Kai-Larsens avdelning i Malmö 1961 och för Arkitektgruppens i Karlshamn AB (Roy och Hanna Victorson) avdelning i Malmö från 1965. Hjort var delägare i firma Hanne och Kjell Hjort Inredningsarkitekter 1964–1966. Han blev styrelseledamot i södra lokalavdelningen av Svenska Inredningsarkitekters Riksförbund 1963.